# Хуан Соріано (футболіст)
Хуан Соріано (ісп. Juan Soriano, нар. 23 серпня 1997, Бенакасон) — іспанський футболіст, воротар клубу «Тенерифе».

## Клубна кар'єра
Народився 23 серпня 1997 року в місті Бенакасон. Вихованець юнацьких команд футбольних клубів «Реал Бетіс» та «Севілья».
У дорослому футболі дебютував 2016 року виступами за команду «Севілья Атлетіко», в якій протягом двох сезонів був основним голкіпером, після чого був переведений до основної команди «Севільї», де став резервним воротарем.
2019 року був відданий в оренду до «Леганеса», а за рік на аналогічних умовах приєднався до «Малаги».

## Виступи за збірні
2014 року дебютував у складі юнацької збірної Іспанії (U-17), загалом на юнацькому рівні за команди різних вікових категорій взяв участь у 9 іграх, пропустивши 3 голи.
Протягом 2018–2019 років залучався до складу молодіжної збірної Іспанії. На молодіжному рівні зіграв в одному офіційному матчі.